# The Daily Telegraph
Дејли телеграф (енгл. The Daily Telegraph), често називан и само Телеграф, водеће су британске дневне новине. Штампају се у Лондону и дистрибуирају широм света. Конзервативног су политичког усмерења.

## О новинама
У Уједињеном краљевству сматрају се „националним новинама”, а имају и велики углед у британској дијаспори и бившим колонијама. Значајно су утицале на британско новинарство и стекле препознатљивост у популарној култури, нарочито у филмској уметности.
За време златног доба новинарства, током 1980-их, Дејли телеграф је имао тираж од 1,4 милиона примерака дневно. Према подацима из октобра 2019. године, тираж је 308.000 примерака. Познати мото Дејли телеграфа је Was, is, and will be (Било, јесте и биће). Овај мото се у новинама појављује од 19. априла 1858.